# Captain Tsubasa
Captain Tsubasa (яп. キャプテン翼, Kyaputen Tsubasa) — серія манґи, написана та проілюстрована Йоічі Такахаші. Серіал здебільшого зосереджений на футболі, розповідаючи про Цубасу Оодзору, його стосунки з друзями, суперництво з опонентами, тренування, змагання, а також динаміку й результати кожного футбольного матчу. Упродовж численних серій Captain Tsubasa сюжет демонструє зростання Цубаси та його друзів у протистоянні з новими суперниками.
Серія манґи Captain Tsubasa спочатку виходила в журналі видавництва Shueisha під назвою Weekly Shōnen Jump з 1981 по 1988 рік, а розділи були зібрані в 37 томах танкобон. Після цього вийшли різні продовження манґи. Оригінальна манґа була адаптована в аніме-телесеріал компанією Tsuchida Production, який транслювався на TV Tokyo з 1983 по 1986 рік. Після цього з'явилося безліч фільмів і телесеріалів, останній з яких вийшов в ефір між 2018 і 2019 роками; прем'єра другого сезону відбулася у 2023 році.
Станом на 2023 рік загальний тираж манґи перевищив 90 мільйонів копій у всьому світі, що робить її однією з найпопулярніших серій манґи всіх часів. Captain Tsubasa стала однією з найпопулярніших серій манґи та аніме у світі, особливо в Японії, де вона значною мірою сприяла популяризації футболу. Багато професійних футболістів у реальному житті надихнулися серією у дитинстві. У рейтингу, проведеному TV Asahi у 2005 році, аніме Captain Tsubasa посіло 41 місце у списку 100 найкращих аніме-серіалів.

## Сюжет

### Captain Tsubasa
11-річний Цубаса Оодзора переходить до нової школи, де швидко стає зіркою шкільної футбольної команди. Його бразильський тренер, Роберто Хонго, помічає потенціал юного спортсмена та невдовзі пропонує йому поїхати з ним до Бразилії. Молодий Цубаса все більше тренується і з кожним матчем стає впевненішим у своїх силах. Старі вороги стають його друзями, а чемпіонат світу здається все ближчим.

### World Youth
Енергійний юнак Шінґо Аой, з яким Цубаса колись змагався під час шкільного національного чемпіонату, залишає Японію, щоб грати у футбол в Італії. Там він сподівається потрапити до великого італійського професійного клубу. Однак після прибуття в Італію Шінґо потрапляє в пастку шахрая, який дає йому фальшиві обіцянки щодо відбору до італійської команди. Його привозять на занедбане футбольне поле, після чого шахрай тікає, викравши всі гроші Шінґо. Усвідомивши, що його ошукали, Шінґо докладає максимум зусиль, щоб повернути свої кошти, виконуючи різні роботи, зокрема чистку взуття. Його завзята й позитивна натура привертає увагу одного з тренерів місцевого клубу — Інтер Мілан, який підписує з ним контракт на позицію атакувального півзахисника.

### Road to 2002
Після молодіжного чемпіонату світу з футболу японські гравці починають шукати професійну кар'єру як у Японії, так і за її межами. Щоб здійснити свою мрію — зіграти на чемпіонаті світу 2002 року в Кореї та Японії, їм потрібно ставати сильнішими, набуваючи досвіду в різних клубних змаганнях як на батьківщині, так і за кордоном.

### Golden-23
Продовження серії Road to 2002 зосереджується на 23 обраних гравцях молодіжної збірної Японії (U-22), відомих як Золота 23 (Golden 23). Вони борються за досягнення своєї нової мети — здобути золоту олімпійську медаль.

### Kaigai Gekitō-hen

#### Італія
У той час як більшість гравців Золотої 23 боролися за участь в Олімпіаді в Мадриді під час азійських кваліфікаційних матчів, дехто з них, виступаючи за кордоном, проходив власні випробування. Зокрема, розвиток подій в Італії висвітлює шлях giocatori — гравців з «країни вранішнього сонця». Особливу увагу привертає перемога в Серії C1, вихід до Серії B та початок прямого протистояння між Хюґою Коджіро з AC Reggiana та Аоя Шінґо з FC Albese.

#### Іспанія
Продовжує зосереджуватися на шляху гравців до здобуття олімпійської медалі після завершення першої фази турніру. Японські футболісти, які виступали за кордоном, повертаються до складу команди Золота 23 після завершення клубного сезону у своїх лігах.

### Rising Sun
Після перемоги в чемпіонаті Іспанії Цубаса ненадовго повертається до Японії зі своєю дружиною Санае, яка ось-ось народить, а потім вирушає до Мексики на тренувальний збір олімпійської збірної Японії. Японія потрапляє в складну групу з Нідерландами, Аргентиною та Нігерією, але виграє всі три матчі й виходить до плей-оф з першого місця. У чвертьфіналі Японія перемагає Німеччину в напруженому поєдинку, а Бразилія легко проходить Францію й виходить у фінал. Серія залишається незавершеною через вихід автора на пенсію.

## Виробництво

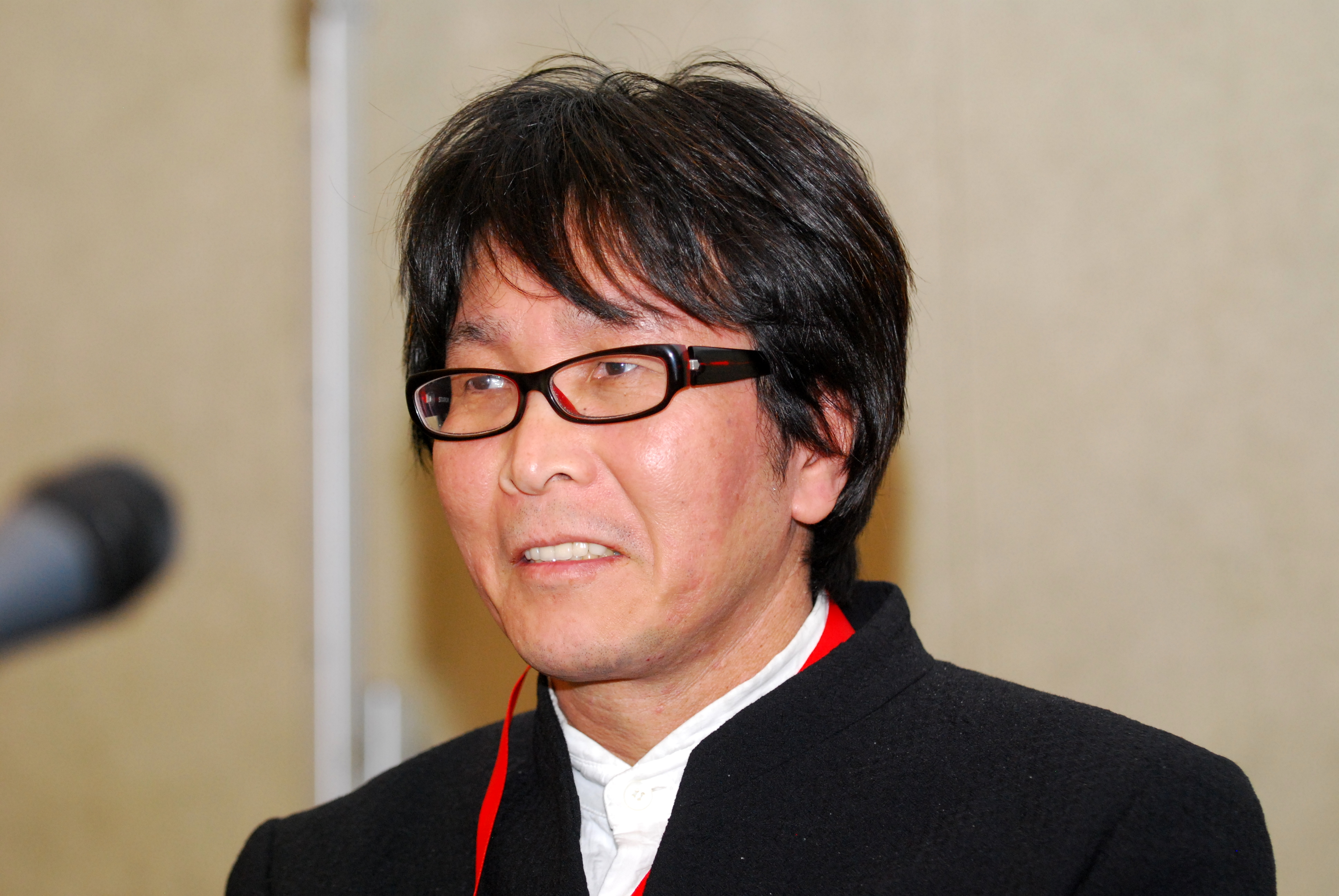
Автор Йоічі Такахаші надихнувся на написання твору після перегляду чемпіонату світу з футболу 1978 року.

Йоічі Такахаші захопився футболом після перегляду чемпіонату світу з футболу 1978 року. Матчі, гравці та любов фанатів до цього спорту надихнули його написати манґу про футбол. Іншим важливим аспектом цього рішення було те, що Такахаші більше любив футбол, ніж бейсбол, оскільки вважав, що футболісти мають більше свободи під час матчів. Незважаючи на те, що футбол не був популярним у Японії, Такахаші прагнув показати цей спорт через свою манґу і звернутися до широкої аудиторії. Через непопулярність теми отримання схвалення на написання манґи від видавництва Shueisha зайняло від 2 до 3 років, що було також складно, оскільки це була його перша манґа. Замість використання професійних гравців, автор манґи обрав дітей головними героями, сподіваючись, що читачі зможуть ототожнити себе з персонажами. Водночас Такахаші вже планував, що протягом серії головні герої дорослішатимуть і стануть професіоналами.
Під час створення персонажів Такахаші розробив багатьох героїв із різними рисами, щоб представити різноманітні перешкоди, які Цубаса мав подолати. Велика кількість персонажів змусила Такахаші бути уважним до їх дизайну, він прагнув надати кожному впізнавані риси. Одному з ранніх суперників Цубаси, Джюну Місугі, він надав навички, що перевищували здібності головного героя. Водночас Місугі отримав серцеве захворювання, яке врівноважувало матч між їхніми командами. На запитання, чому команди Цубаси завжди перемагають, Такахаші відповів, що прагне зробити манґу тривалою, а поразка скоротила б її довжину. Хоча серія спочатку була розрахована на дітей, Такахаші був здивований тим, що з роками вона також привернула увагу дорослих і мала значний вплив на розвиток футболу в Японії. Говорячи про теми манґи, Такахаші зазначив, що основна — це честь, яка має бути вищою за гроші, хоча багато людей цінують саме матеріальні речі.
Оскільки Такахаші захоплювався європейським футболом через його високий рівень конкуренції, він вирішив, що Цубаса залишить клуб Сан-Паулу і приєднається до іспанської команди ФК «Барселона» у віці 21 року. У 1998 році Такахаші відвідав Барселону і настільки захопився стадіоном Камп Ноу, що це надихнуло його зробити Барселону майбутньою командою Цубаси. Водночас Такахаші зазначив, що це було випадкове рішення, жартуючи, що Цубаса приєднався б до Реал Мадрид, якби він відвідав Сантьяго Бернабеу. Для цієї частини серії Такахаші почав використовувати професійних гравців, натхнених реальними футбольними зірками, зокрема Ріваула (натхненого Рівалдо), який стає наставником Цубаси у Барселоні. Через відсутність досвіду Цубаси у дорослому футболі Ріваул виступає його наставником.

## Сприйняття та спадщина
До 2008 року тираж серії манґи в Японії склав 70 мільйонів томів, 82 мільйони у всьому світі у 2018 році, до 2023 року — понад 90 мільйонів. У 2001 році аніме-серіал посів 49-е місце у списку «100 найкращих аніме» за версією Animage. Аніме-адаптація також була дуже популярною в Японії. У 2005 році японська телевізійна мережа TV Asahi провела онлайн-опитування «Топ-100» та загальнонаціональне дослідження: Captain Tsubasa посів 41-ше місце в онлайн-опитуванні та 30-те в загальному опитуванні. У 2006 році телеканал TV Asahi провів ще одне онлайн-опитування щодо ста найкращих аніме, і Captain Tsubasa посів 16-е місце у «Списку знаменитостей». Третій телесеріал також був дуже популярним у 2002 році, отримавши високі рейтинги.
Captain Tsubasa надихнув таких видатних футболістів, як Хідетоші Наката, Алессандро Дель П'єро, Фернандо Торрес, Зінедін Зідан, Ліонель Мессі, Алексіс Санчес та Андрес Іньєста, грати у футбол та обрати це своєю кар'єрою. Серіал також мав вплив на фільм Стівена Чоу «Шаоліньський футбол» (2001) та лінійку кросівок Adidas. Манґа-група CLAMP також створила твори додзінсі, пов'язані з персонажами Captain Tsubasa.
У 2004 році, коли Сили самооборони Японії надавали гуманітарну допомогу в Самаві, Ірак, наліпки з персонажами манґи були розміщені на «двадцяти шести водних вагонах», які стали відомі дітям цього регіону. Цю новину було представлено як приклад того, як японська поп-культура може позитивно вплинути на «культурну дипломатію та регіональний розвиток».
Бронзова статуя Цубаси Оодзори була встановлена навесні 2013 року в Кацусіці, Токіо. Цубаса та Місакі з'явилися у відеокліпі до Олімпійських ігор 2020 у Токіо на церемонії закриття літніх Олімпійських ігор 2016 року. Цубаса та Місакі виконали свій подвійний удар в одній сцені, а Цубаса пізніше з'явився зі своїм фірмовим ударом ногою над головою. Під час матчу чемпіонату світу з футболу 2018 року в Японії японські вболівальники показували ілюстрацію з манґи та численні повідомлення на підтримку команди.
Nippon.com (Nippon Communications Foundation) також опублікували статтю, в якій зазначили, як Цубаса став одним із найкращих вигаданих персонажів завдяки своїй мрії та кар'єрі в серіалі, що водночас вплинуло на інших. Еспін Оф зазначив, що однією з найпомітніших особливостей серіалу було те, як навички Цубаси дозволяли йому забивати голи, а його тренування з товаришами по команді також привертали увагу глядачів. Варто також відзначити його захоплення футболом та перші стосунки з воротарем Гендзо Вакабаяші. У виданні THEM Anime Reviews зазначалося, що Цубаса здобув високу міжнародну репутацію, але анімація 1980-х років вважалася застарілою в наші дні. Крім того, вони вважали, що дії Коджіро Хбюґи та проблеми його тренера з алкоголем можуть справити негативне враження на глядачів. Тим не менш, вони назвали історію привабливою та хотіли, щоб вона була ліцензована для англійського релізу. PublishersWeekly.com високо оцінили серію, заявивши, що її дивовижна тривалість доводить її успіх. Крім того, манґа була відзначена не лише стилем футболу, а й за створення персонажів, які подобаються читачам, і яких гідно адаптували в аніме-серіал. У книзі «Імперський спорт: Спортивне життя на службі сучасної Японії» Сандра Коллінз визнає манґу Slam Dunk і Captain Tsubasa як тими, що допомогли популяризувати баскетбол і футбол відповідно в Японії під час їх серіалізацій. Так само Міхо Койшіхара назвав ці дві манґи відповідальними за зростання популярності відповідних видів спорту, причому автор зазначив, що Captain Tsubasa зосередився на реалістичному розвитку порівняно з попередніми роботами.

## Подальше читання
- キャプツバ高橋氏「日向は本田と武藤、香川は翼」 – 日本代表 : 日刊スポーツ. nikkansports.com (ja-JP) . Процитовано 24 квітня 2018.
- ２０１４シーズンのプロモーションとして『キャプテン翼』とのコラボレーション決定 『キャプテン翼』の必殺シュートをＪリーグの選手が再現したコラボプロモーションビデオ 「Ｊリーグ×キャプテン翼 DREAM SHOOT」を3月12日(水)から配信：Ｊリーグ.jp (Пресреліз)  (яп.). Процитовано 24 квітня 2018.
- asahi.com：マンガの力（３） キャプテン翼の「洗脳」（上）– 文化一般 – 文化・芸能. Asahi Shimbun (яп.). Процитовано 24 квітня 2018.
- asahi.com：マンガの力（４） キャプテン翼の「洗脳」（中） – 文化一般 – 文化・芸能. Asahi Shimbun (яп.). Процитовано 24 квітня 2018.
- Reck, Gregory G.; Dick, Bruce Allen (2015). American Soccer: History, Culture, Class. McFarland. ISBN 9781476617565.
- Kohler, Chris (2004). Power-up : how Japanese video games gave the world an extra life. Indianapolis: BradyGames. с. 235—236. ISBN 9780744004243.